# Hermie Hopperhead
Hermie Hopperhead es un videojuego para PlayStation distribuido en 1995 por Sony Computer Entertainment y desarrollado por Yuke's.

## Historia
Hermie es un niño de 10 años que espera a su novia Trish. Mientras espera ve que de un cubo de basura sale disparado un huevo con manchas verdes, lo que llama su atención y trata de llevárselo. Sin embargo, cae en el cubo de basura, que en ese momento se transforma en un pozo hondo. Al finalizar el juego se podrá ver a Trish enojada por el retraso de Hermie, este sale disparado del cubode basura y le pide disculpas a Trish. Ella le niega las disculpas, luego de un rato deciden irse dejando todo como estaba. Después llega el señor de la basura llevándose el cubo y colocando uno nuevo, cuando nadie está en esa calle el mismo huevo con manchas verdes aparece con un pingüino, una gallina, una tortuga y un dragón mostrando una seña que significa el número dos (una secuela) en la que volverían a buscar a Hermie.

## Jugabilidad
El juego consiste en 65 niveles y el final siempre será el mismo. El mundo donde se encuentra Hermie es llamado Overworld (supramundo en castellano) que contiene 4 islas con 9 mundos repartidos por todo el mapa y con un jefe de zona excepción de los mundos 1, 3 y 9. Para la protección de Hermie hay 5 huevos de diferente color; con manchas azules que contienen pingüinos, manchas amarillas que contienen gallinas, manchas verdes que contienen tortugas, manchas rosas que contienen dragones y manchas rojas que contienen una vida. El puntaje está representado como estrellas; azules que dan solo un punto, amarillas que dan diez puntos y amarillas gigantes con cien puntos. Hermie puede matar a los enemigos saltando sobre ellos, con un Slide (una barrida), poderes de los animales que lo ayudan o lanzando una piedra gigante hacia los enemigos. Los niveles aparecen sobre el mapa como círculos con un borde de color distinto para diferenciar los mundos, algunos parpadean ya que contienen un pasaje secreto a niveles ocultos, los niveles de jefes aparecen en vez de representarse con un círculo son representados con un cuadrado. Al final de cada nivel habrá un huevo gigante con distintos colores, al abrirlo saldrán varias estrellas. Hermie puede utilizarlas para conseguir varias vidas o dárselas a los huevos y transformarlos en animales poderosos para niveles de gran dificultad. Al lado estará un cartel que dice OK para ir al siguiente nivel y otro que dice SAVE para guardar la partida.

### Enemigos
Véase Anexo:Enemigos de Hermie Hopperhead
Los enemigos son objetos vivientes como latas, zapatillas, botas, guantes de boxeo, etc. Algunos de distinto color.

### Jefes
Véase Anexo:Jefes finales de Hermie Hopperhead
Los jefes pueden ser animales robóticos que lanzan replicas pequeñas (enemigos que solo aparecen en niveles de jefe) que poseen algún poder característico

## Niveles
Estos son los diferentes mundos del juego y sus respectivos niveles.

### Mundo 1
Isla 1
- Nivel 1: El principio (Montaña)
- Nivel 2: ¿Sueño o realidad? (Bosque forestal)
- Nivel 3: Como caído del cielo (Bosque)
- Nivel 4: Hermie contra Rubbin (Cueva/Valle meseta)
- Nivel 5: Encuevado (Cueva) (Este es un nivel oculto, se accede a él a través de un pasaje secreto en el nivel 3)
- Nivel 6: Nuevos Horizontes (Valle meseta) (Este es un nivel oculto, se accede a él después de pasar el nivel 5, al pasar este nivel se llevara al nivel 4 que es el camino original)

- Nota: Rubbin, se enfrenta a Hermie en el nivel 4 como jefe del primer mundo pero logra escapar antes que Hermie lo asesine.

### Mundo 2
- Nivel 7: Un nuevo ambiente (Campo)
- Nivel 8: Bosque caluroso (Bosque/Playa)
- Nivel 9: Al agua chicos (Océano)
- Nivel 10: Una carrera hacia el desastre (Bosque)
- Nivel 11: Peligro en el aire (Bosque forestal) (Este es un nivel oculto, se accede a él a través de un pasaje secreto en el nivel 8 o en el nivel 9)
- Nivel 12: Escalofrió acuático (Cueva inundada) (Este es un nivel oculto, se accede a él después de pasar el nivel 11)
- Nivel 13: Al infinito y más allá (Playa) (Este nivel sirve para teletransportarse a otros mundos más fácilmente)

- Jefe 1: Asesino veloz, El primer jefe oficial del juego, Hermie le hará frente en el nivel 10.

### Mundo 3
- Nivel 14: Deseos de volar (Bosque forestal)
- Nivel 15: Un infierno sin fin (Desierto)

Isla 2
- Nivel 16: Una bienvenida no esperada (Desierto)
- Nivel 17: Barrio verde (Parque forestal)
- Nivel 18: La diversión empieza (Parque de diversiones)
- Nivel 19: En la oscuridad (Cueva nocturna) (Este es un nivel oculto, se accede a él a través de un pasaje secreto en el nivel 16)
- Nivel 20: La montaña rusa de la muerte (Parque de diversiones) (Este es un nivel oculto, se accede a él a través de un pasaje secreto en el nivel 17)
- Nivel 21: El hundimiento (Desierto) (Este es un nivel oculto, se accede a él después de pasar el nivel 20) (al pasar este nivel se llevara al nivel 18 que es el camino original)
- Nivel 22: El laberinto (Parque de diversiones) (Este nivel sirve para teletransportarse a otros mundos más fácilmente)

### Mundo 4
- Nivel 23: El maremoto (Llanura acuática)
- Nivel 24: Sobredosis de terror (Bosque deforestado/pantano)
- Nivel 25: Una buena combinación (Océano/Valle meseta)
- Nivel 26: El miedo solo acaba de empezar (Cueva Acuática)
- Nivel 27: ¡Que empiece la guerra! (Desierto/Base Militar)
- Nivel 28: Sin oxígeno (Océano/Barco naufragado) (Este es un nivel oculto, se accede a él a través de un pasaje secreto en el nivel 26)
- Nivel 29: La naturaleza ataca (Bosque forestal) (Este es un nivel oculto, se accede a él a través de un pasaje secreto en el nivel 24)
- Nivel 30: Si no puedes correr, empieza a nadar (Llanura Acuática) (Este es un nivel oculto, se accede a él después de pasar el nivel 28)
- Nivel 31: Cañonazo (Desierto) (Este nivel sirve para teletransportarse a otros mundos más fácilmente)

- Jefe 2: Tortejo, el segundo jefe del juego, Hermie le hará frente en el nivel 27.

### Mundo 5
Isla 3
- Nivel 32: Hora de treparse (Selva)
- Nivel 33: El infierno está aquí (Tierra volcánica)
- Nivel 34: Un mundo diferente (Ciudad/Montaña/Valle meseta)
- Nivel 35: El pueblo más hermoso del mundo (Bosque forestal/Parque forestal/Ciudad)
- Nivel 36: El nuevo Ejercito (Bosque/Base militar)
- Nivel 37: El mundo subterráneo (Cueva acuática) (Este es un nivel oculto, se accede a él a través de un pasaje secreto en el nivel 32)
- Nivel 38: Una simple situación (Bosque) (Este es un nivel oculto, se accede a él a través de un pasaje secreto en el nivel 34)
- Nivel 39: Salta, nada, corre, vuela, pero llega hasta el final (Océano/Montaña) (Este es un nivel oculto, se accede a él después de pasar el nivel 38)
- Nivel 40: Sube y baja (Ciudad) (Este nivel sirve para teletransportarse a otros mundos más fácilmente)

- Jefe 3: Chick Vastons, el tercer jefe del juego, Hermie le hará frente en el nivel 36.

### Mundo 6
- Nivel 41: Para escapar, hay que romper el hielo (Cueva congelada)
- Nivel 42: Congelado (Glaciar)
- Nivel 43: Torre pingüino (Glaciar)
- Nivel 44: Infierno helado (Océano/Glaciar)
- Nivel 45: Hora de derretir el hielo (Glaciar/Base militar/Océano)
- Nivel 46: Un abandonado en el hielo (Glaciar) (Este es un nivel oculto, se accede a él a través de un pasaje secreto en el nivel 41)
- Nivel 47: Mejor nieve antes que hielo (Montaña nevada/Bosque nevado) (Este es un nivel oculto, se accede a él a través de un pasaje secreto en el nivel 44)
- Nivel 48: El deshielo (Montaña nevada/Glaciar) (Este es un nivel oculto, se accede a él a través de un pasaje secreto en el nivel 43)
- Nivel 49: El supersalto ártico (Montaña nevada/Bosque nevado) (Este es un nivel oculto, se accede a él a través de un pasaje secreto en el nivel 46) (Este nivel sirve para teletransportarse a otros mundos más fácilmente)

- Jefe 4: Pengüin Vastons, el cuarto jefe del juego, Hermie le hará frente en el nivel 45.

### Mundo 7
Isla 4
- Nivel 50: Un infierno que regresa del más allá (Tierra Volcánica) (Este nivel sirve para teletransportarse a otros mundos más fácilmente)
- Nivel 51: Más largo, más mortal (Selva)
- Nivel 52: Hagamos un repaso (Selva)
- Nivel 53: Como si estuviera en el infierno (Cueva volcánica)
- Nivel 54: El bosque de la realeza (Bosque medieval)
- Nivel 55: El mini-infierno (Cueva volcánica)
- Nivel 56: El desafío del infierno (Bosque/Base militar)
- Nivel 57: Multiplicados (Montaña/Valle meseta) (Este es un nivel oculto, se accede a él a través de un pasaje secreto en el nivel 51)
- Nivel 58: El infierno me persigue (Cueva volcánica) (Este es un nivel oculto, se accede a él a través de un pasaje secreto en el nivel 53)
- Nivel 59: La muerte esta en todas partes (Montaña/Valle meseta) (Este es un nivel oculto, se accede a él a través de un pasaje secreto en el nivel 54)

- Jefe 5: Dragon Hell, es el quinto jefe del juego, Hermie le hará frente en el nivel 56.
- Nota: Rubbin vuelve a atacar a Hermie en el nivel 59, pero vuelve a escaparse antes de que Hermie acabe con él.

### Mundo 8
- Nivel 60: Nadie se escapara esta vez (Japón/Valle meseta)
- Nivel 61: Hora de sacar la basura (Japón)
- Nivel 62: El último guerrero (Base militar)
- Nivel 63: La última batalla (Japón/Montaña) (Este es un nivel oculto, se accede a él a través de un pasaje secreto en el nivel 60)
- Nivel 64: El gran final (Japón/Playa)

- Jefe 6: Hermie Robot, es el sexto jefe del juego, Hermie le hará frente en el nivel 62.
- Jefe final: Rubbin Keesih, es el séptimo y último jefe del juego, Hermie le hará frente de una vez por todas en el nivel 64.

### Mundo 9
Mini-isla
- Nivel 65: Nunca te olvidare Overworld (Playa) (Este nivel sirve para teletransportarse a otros mundos más fácilmente) (Este es un nivel oculto, se accede a él a través de un pasaje secreto en los niveles; 13, 22, 31, 40, 49 y 50)

## Los Mundos
Se hace referencia a cada una de las partes del mundo en el juego, las islas representan a los continentes en particular, siendo identificables y dividiéndolos según sus regiones:
- Primera Isla: Sudamérica y Norteamérica
- Segunda Isla: Europa y Asia
- Tercera Isla: Oceanía y Antártida
- Cuarta Isla: África

## Descripción de los escenarios

### Montaña
Este lugar es uno de los primeros escenarios del juego. Hermie, luego de caer en el bote de basura, despierta en una montaña llena de tuberías subterráneas. Tiene apariencia rocosa, con un suelo gris y de fondo se ven montañas y árboles que le dan una apariencia única, además de que se notan tuberías amarillas o naranjas que sobresalen por el lugar. En este lugar siempre es de día y una vez se salga de la primera isla no se volverá a jugar en un escenario como este. Aunque en el mundo 7, los pasajes secretos son de montaña pero solo en este mundo.

### Bosque forestal
Este lugar es uno de los primeros y de los más comunes del juego. Tiene apariencia de una tierra especial, pasto por encima y debajo un suelo de color anaranjado, de fondo se ven muchos árboles de madera color marrón claro y hojas de color verde oscuro, que llegan hasta por encima de la pantalla lo que significa que son árboles realmente altos. En este lugar se puede ver al sol en estado de ocaso, lo que significa que cuando Hermie visita este lugar, estaba anocheciendo. Quedarse en este lugar de noche es una trampa mortal, pero de día es sencillo sobrevivir. Es uno de los escenarios que aparece en todas las islas, pero no en todos los mundos.

### Bosque (común y corriente)
Este lugar es similar al Bosque forestal, solo que de fondo tiene árboles más pequeños y de color más oscuro, y un suelo un tanto rocoso. Este lugar se ausenta en la segunda y cuarta isla. Siempre en este escenario se necesita una prueba aérea, ya que esta llena de precipicios y hay que estar atento con las plataformas voladoras.

### Cueva
El lugar más común de todos. La mayoría de los pasajes secretos y bonus se desarrollan en este escenario, que tiene diferentes tipografías; la principal es una cueva con fondo marrón oscuro, luces de construcción que alumbran y un suelo y paredes rocosas de color marrón claro. En la isla 2 pasan a ser de color azul o naranja y en la tercer isla son de color amarillo flúor.
- Datos: Q3134227